# Woke

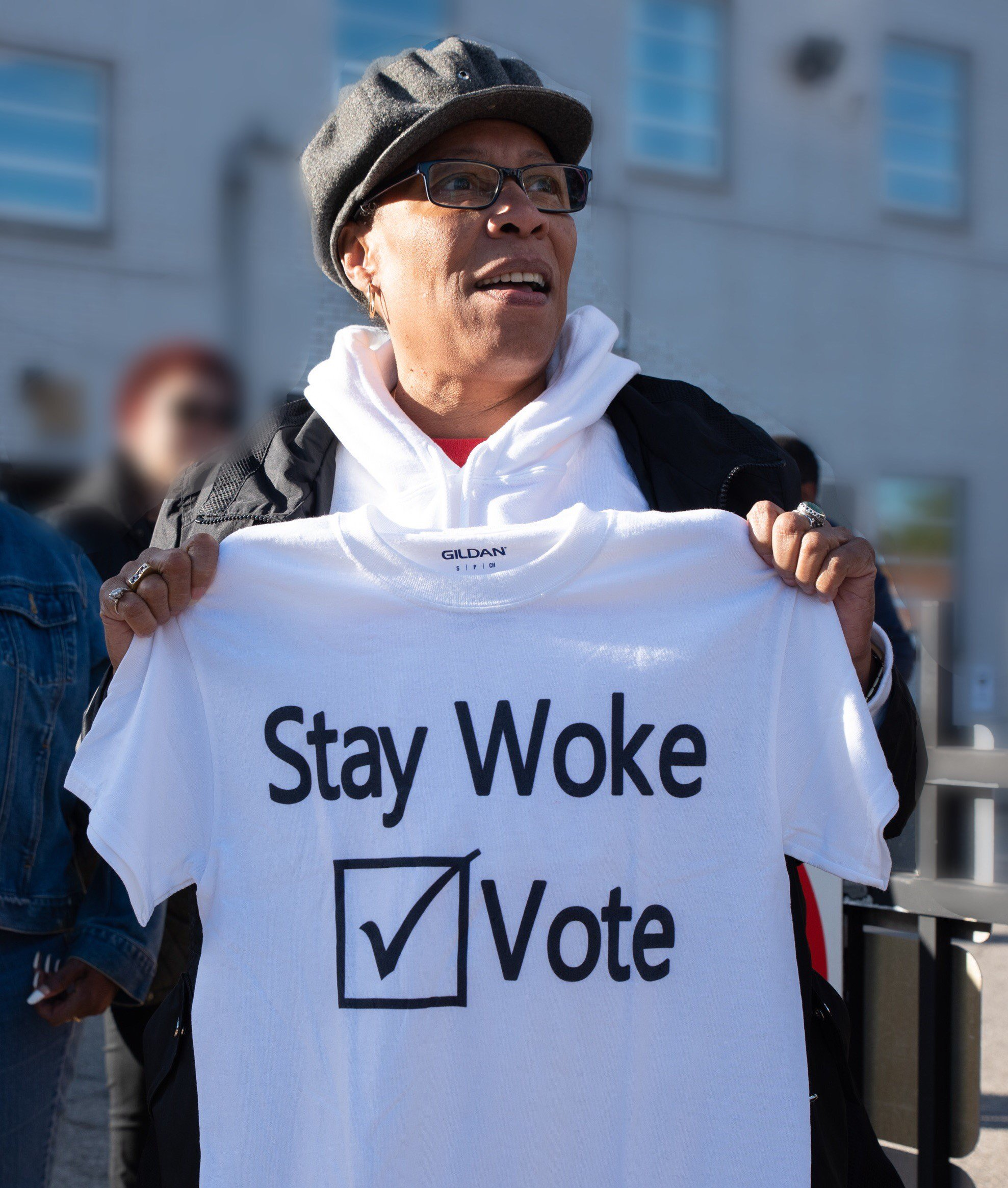
Fosta membră a Congresului SUA, Marcia Fudge, ținând în 2018 un tricou cu mesajul „Stay Woke: Vote”.

Woke, un sinonim în limba engleză vernaculară⁠(d) afro-americană pentru cuvântul „awake” (în română treaz) din limba engleză standard americană, a fost folosit încă din anii 1930 sau chiar mai devreme pentru a desemna conștientizarea problemelor sociale și politice care afectează afro-americanii, în special în expresia „stay woke” (în română rămâi vigilent). Începând cu anii 2010, termenul a căpătat o semnificație mai largă, referindu-se la conștientizarea inegalităților sociale, precum nedreptățile rasiale, sexismul sau negarea drepturilor persoanelor LGBT. Totodată, termenul woke a devenit asociat cu idei promovate de stânga americană legate de politici identitare și dreptate socială, precum privilegiul albilor sau despăgubirile pentru sclavie în Statele Unite.
Expresia „stay woke” a fost folosită de Lead Belly, un cântăreț afro-american de blues și folk, și mai târziu de Erykah Badu, o cântăreață de neo-soul⁠(d) cunoscută pentru activismul său. Termenul woke a câștigat o popularitate mai mare în anii 2010, devenind treptat asociat cu teme mai diverse, precum genul sau identitățile marginalizate. În timpul protestelor din Ferguson, din 2014, expresia a fost preluată de activiștii mișcării Black Lives Matter (BLM), care au încercat să atragă atenția asupra violenței polițienești împotriva afro-americanilor. Ulterior, după ce a devenit popular pe platforma Black Twitter, termenul a fost adoptat și de albi, care îl foloseau adesea pentru a-și arăta sprijinul pentru mișcarea BLM. Totuși, această preluare a fost criticată de unii, fiind considerată o formă de apropriere culturală. Termenul a devenit deosebit de popular printre generațiile mileniali și Z și, pe măsură ce utilizarea sa s-a extins internațional, termenul woke a fost inclus în Oxford English Dictionary în 2017.
Începând cu 2019, termenul a început să fie folosit ironic sau peiorativ, mai ales de reprezentanți ai dreptei politice și de unii centriști din țările occidentale, pentru a critica mișcările progresiste sau de stânga. A ajuns să fie asociat cu acțiuni percepute ca fiind superficiale sau ipocrite. Au apărut expresii precum „woke-washing” și „capitalism woke”, care denunță companiile ce pretind un angajament față de justiția socială doar pentru beneficii financiare, un fenomen cunoscut și ca activism performativ.

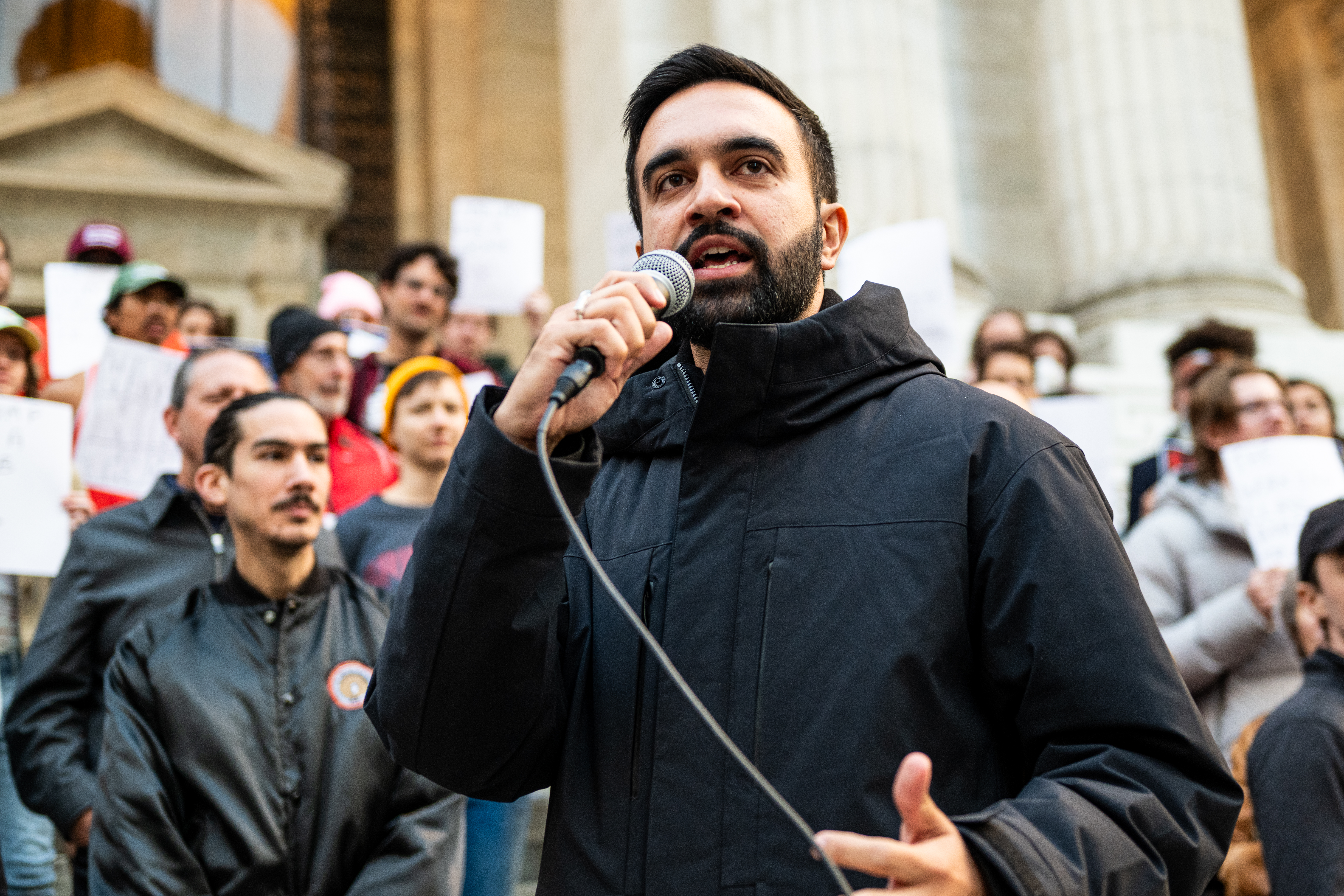
Politicianul ugandezo-american Zohran Mamdani, reprezentant al curentului woke